# كميل دريغاس
كميل دريغاس (بالبولندية: Kamil Drygas) (7 سبتمبر 1991 في بولندا - ) هو لاعب كرة قدم بولندي في مركز الوسط. شارك مع منتخب بولندا تحت 20 سنة لكرة القدم ومنتخب بولندا تحت 21 سنة لكرة القدم. أما مع النوادي، فقد لعب مع بوغون شتشين ولخ بوزنان وZawisza Bydgoszcz ‏.

## وصلات خارجية
- كميل دريغاس على موقع الاتحاد الأوربي (الإنجليزية)
- كميل دريغاس على موقع قاعدة بيانات كرة القدم.إي يو (الإنجليزية)
- كميل دريغاس على موقع Soccerway.com (الإنجليزية)
- كميل دريغاس على موقع عالم كرة القدم.نت (الإنجليزية)